# ディアマンテス
ディアマンテス（DIAMANTES）は、日系ペルー三世のアルベルト城間を中心に1991年に結成されたラテンバンド。沖縄県を中心に活動している。
なお、diamante(s)とは、スペイン語でダイヤモンドを意味する。

## 概略
1989年からプロ活動を行っていたトリオ・ディアマンテスを基盤として、1991年に結成。コザのライヴハウスP'a Ti を中心にバンド活動を始める。1992年、『ガンバッテヤンド』がオリオンビールのCMソングとして沖縄でオンエアされると大きな話題となった。翌1993年7月3日、同曲を含んだ沖縄限定アルバム『OKINAWA LATINA』がリリースされるやいなや、爆発的なセールスを記録した。これを受けて9月23日、前作をミックスダウンしなおした『オキナワ・ラティーナ』で全国メジャーデビュー。以後、5thアルバムまでを定期的にメジャーレーベルよりリリースし続けた。
5thアルバムを最後に所属レコード会社をマーキュリー・ミュージックエンタテインメント（日本フォノグラム）から、M&Iに移籍。この間にメンバーの移動があり、2000年からは結成当初の3人体制で活動を続けている。
広義に分類してしまえば、メレンゲやグアヒラ、ルンバやボレロなど多彩なラテンのリズムをコンテンポラリーなバンド・スタイルで演奏するラテンポップスやラテンロックと呼ばれるジャンルになる。しかし、ペルーのムシカ・クリオージャ、コザ特有のアメリカン・ハードロック、沖縄、日本といった要素が混じり合った独特の音楽性を有しており、あえて『オキナワ・ラティーナ』を標榜、沖縄のポップスに多大な影響を与えた。
代表曲は『ガンバッテヤンド』（1993年）、『沖縄ミ・アモール』（1993年）、『勝利のうた』（1994年）、『アスタ・マーニャ〜明日への子守歌』（1994年）、『片手に三線を』（1995年）など。

## メンバー

### 現メンバー
- アルベルト城間（あるべると しろま、1966年6月13日 - ）：アコースティック・ギター、ボーカル、パーカッション
ペルー共和国リマ市出身[1]。祖父母が沖縄本島出身の日系三世であり、日系ペルー人。愛称はベト。19歳の時、パン・アメリカン歌謡コンクールで優勝し、副賞の航空券で1986年12月5日に来日（本人はこの時は日本語を全く話せなかった）[1]。東京でオーディションを受けるが結果は振るわず、親戚のいた沖縄に向かった[1]。居酒屋でウエイターをしながら琉球太鼓など古典の芸事を学びながら音楽活動を続け、91年にはDIAMANTESを結成。以来、大半の作詞・作曲を行ってきた。2000年からはソロ活動も開始、6枚のアルバムを発売している。2007年にはジョージア州ローマ国際映画祭短編部門でグランプリを獲得した映画『Happy☆Pizza』に主演、2012年には絵画で2012年沖展に入選、陶芸の仲間功と二人展を開くなどミュージシャン以外の活動も見られた。影響を受けたミュージシャンはグロリア・エステファン。
1991年、元メンバーの仲原リカと結婚。

- トム仲宗根（とむ なかそね、1967年5月27日 - ）：ベース
沖縄県浦添市出身。DIAMANTESの原形を1988年にアルベルトがアマチュアバンド「ヒューマン・サウンド」に加入したときとすると、それ以前から「ヒューマン・サウンド」に参加していた最古参となる。ライヴではベースやウッドベース、コーラスを担当しているが、それ以外にも打ち込みやミックス関係は彼が行う。影響を受けたミュージシャンは忌野清志郎。

### 元メンバー
- 仲原リカ（ボーカル、フルート）
92年に脱退。トリオ・ディアマンテス時代からのメンバー。1991年、アルベルトと結婚。
- ちあき（ボーカル、コーラス、ダンス）
97年に脱退。現在はしゃかりのボーカル千秋として活躍。
- ボブ石原（キーボード、アコーディオン、ギター）
2000年に脱退。91年からDIAMANTESのリーダーとして活躍。その後、琉球チムドン楽団(03-08年)、琉球ソウルエスニカ(09-11年)を経て、12年に再結成した琉球チムドン楽団で活動中。
- けんじ（トロンボーン）
2000年に脱退。現在は妻・パティーと共にダンススクールを経営。沖縄サルサ界の牽引者的存在。
- パティ（コーラス、ダンス）
2000年に脱退。現在は夫・けんじと共にダンススクールを経営。沖縄サルサ界の牽引者的存在。
- ホルヘ城間（ドラム）
2000年に脱退。
- Tarbo（たーぼ、1959年8月19日生）：ギター
沖縄県浦添市出身。1985年の紫再結成時、ギタリストとして活躍。91年結成のDIAMANTESの基本構想を提議した。彼のギター・サウンドは、サンタナの「Samba P'a Ti」や「Europa」のような粘っこく、まろやかなディストーションを特長としており、ターボのオリジナル曲では特にそういった傾向が顕著である。2006年には全曲インストゥルメンタルのソロアルバム『SHINING ROAD』をリリース。影響を受けたミュージシャンはエドワード・ヴァン・ヘイレン、カルロス・サンタナ。2011年1月に客船「にっぽん丸」内で行方不明。転落したものとして海上保安庁などが捜索を行うも未だに発見されていない。

### サポートメンバー
- 川上肇（トランペット）
- 真栄里英樹（トロンボーン）
- 當間嗣篤（ドラム）
- 玉城ちこ（パーカッション）
- 白川美奈（sonrisaミナ）（ピアノ、キーボード）

## 来歴

### 結成

#### 1991年
- アルベルト城間、ターボ、トム仲宗根、ボブ石原、ホルヘ城間のメンバーでDIAMANTES結成。
- コザ（沖縄市）を拠点に活動。

### デビュー〜マーキュリー所属

#### 1993年
- 7月3日　バッドニュース・レコードから沖縄限定盤1stアルバム「オキナワ・ラティーナ」発売。
- 9月23日　日本フォノグラム（現ユニバーサル）から1stアルバム「オキナワ・ラティーナ」で全国デビュー。

#### 1994年
- 5月　初の海外公演で南米ペルーへ（アルベルトにとっては実に8年ぶりの帰国凱旋公演）。
- 6月8日　2ndアルバム「エスペランサ」発売。

#### 1995年
- 1月25日　4枚目のシングル「魂をコンドルにのせて」発売。8週連続チャート（最高38位）。作詞はTHE BOOMの宮沢和史。
- 6月1日　3rdアルバム「コンキスタ」を発売。
- 9月15日　企画盤シングル「野茂英雄のテーマHIDE～O」発売。カリプソ「バナナ・ボート」の替歌が野茂英雄選手の応援歌として米国で歌われていたため、この曲のオフィシャル録音を依頼されたもの。
- 10月5日　シングル「片手に三線を」発売。沖縄に縁のある若手ミュージシャンが多数ゲスト参加。（宮沢和史、BEGIN、どんと、新良幸人、大島保克他）
- 11月26日　フィリピン政府主催マニラ世界音楽祭で「この青い空を君に」がグランプリ獲得。

#### 1996年
- 7月5日　4thアルバム「VIVA!! DIAMANTES」発売。マイアミでの初の海外レコーディング。
- 7月13日　九州・沖縄限定シングル「VIVA!! 夏の色」発売。C/Wとして「この青い空を君に」を収録。

#### 1997年
- 6月18日　5thアルバム「ライセス」発売。オールスペイン語歌詞によるセルフプロデュース作品。新しい音楽の形「ラテン・オルタナ・ロック」が完成した。
- 10月5日　宜野湾市海浜公園でのライヴでちあきの「卒業」が発表される。

#### 1998年
- マーキュリー（現ユニバーサル）との契約終了。
- 2月14日　初のライヴビデオ「LIVE IN OKINAWA 1997」（全2巻）発売。
- 5月21日　シングル「勝利のうた'98」発売。

### M&I所属

#### 1999年
- M&Iレーベルに移籍。
- 5〜6月　日本人移住100周年を迎えた南米ペルー・リマ市とボリビア・サンタクルス市で公演を行う。ペルーではフジモリ大統領を始め世界各国の来賓を招いての100周年記念式典で3万人を前にライブを行った。
- 6月　下旬に2回目の台湾公演を行う。2日間のライブは超満員。日本語、スペイン語のほか中国語の歌も2曲披露。
- 9月17日　6thアルバム「アスーカ」発売。M&Iレーベル移籍第一弾。
- 10月15日　リニューアルした東京ディズニーランドのアトラクション「魅惑のチキルーム」で鳥のダノン役でアルベルトが歌を担当。

#### 2000年
- 7月　沖縄サミットの開催地となった名護市市制30周年の作曲を依頼され、アルベルトが「この道の真ん中の大きな木の下で」を作詞作曲。歌はルビエス。
- 8月　NYで制作されたアルベルト初のソロ・アルバム「ハートに火をつけて」 リリース。全米発売。
- 9月　8回目となる毎年恒例の日比谷野外音楽堂でのワンマンライブ開催。
- 9月　開拓100周年記念の曲を北大東島より依頼され、「百年の島の夢を〜北大東島」を録音。開拓百周年記念祝賀イベントにてライブ。
- メンバーのうち、ボブ石原・ホルヘ城間・けんじ・パティが「卒業」。

#### 2001年
- 6月20日　7thアルバム「リブレ〜自由〜」発売。

#### 2002年
- 6月19日　8thアルバム「アデランテ」発売。

#### 2003年
- 7月16日　9thアルバム「ビエントス」発売。
- 12月31日　結成当時から拠点となったコザのライブハウス「パティ」が12年間の歴史をもって閉店。

#### 2004年
- 5月19日　10thアルバム「ケ・ウムサンヤ」発売。初のフル・カバーアルバム。
- 12月23日　新たなホームグラウンド、ライブハウス「パライソ」が那覇市久茂地にオープン。オープニングライブには8人でのディアマンテスが一晩だけの再結成。

#### 2006年
- 1月　沖縄県人ペルー移住100周年式典の参加。ロサンゼルスとペルー・リマ市で公演を行う。同時にペルーのミュージシャンとニューアルバムのレコーディングを行う。
- 4月19日　ターボ初のソロ・アルバム「SHINING ROAD」発売。
- 8月2日　11thアルバム「太陽の祭り」発売。

#### 2007年
- M&Iレーベルとの契約終了。
- アルベルトが短編映画「Happy☆Pizza」に主演。音楽も担当。この映画は2007年ジョージア州ローマ国際映画祭で短編部門グランプリを獲得した。日本では他2編の短編とあわせて『琉球カウボーイ、よろしくゴザイマス。』として公開。

#### 2008年
- 10月〜12月　琉球放送にて放送された特撮ヒーロー番組『琉神マブヤー』のOP「琉神マブヤー～魂の戦士～」でアルベルト城間がボーカルを担当。
- 11〜12月　那覇市久茂地のライヴハウス「パライソ」が、国頭村のリゾートホテル「JALプライベートリゾート オクマ」内に移転。

### ハイ・ウェーブ所属

#### 2009年
- アルベルト・ソロ活動が4月27日をもって休止。新たなプロジェクトとしてアコースティック・ディアマンテスがスタート。
- 5月　沖縄のレーベルハイ・ウェーブに移籍。
- 6月23日　サンレレ（三線の棹とポジショニング、ウクレレのボディをもつ楽器）発売。1999年頃アルベルトが開発を三線工房マチダヤ・コーポレーションに依頼し、10年越しで完成に至ったもの。
- 8月21日　現代版組踊「オヤケアカハチ」東京公演（平田大一演出）でディアマテスが音楽を担当。
- 9月28日　ミニアルバム「MUCHO ACHICO-CO-」発売。
- 10月3日〜12月26日　RBC（琉球放送）で「ディアマンテス宮殿41」放送。

#### 2010年
- 9月29日　ベストアルバム「イストリア」発売。全曲新録音の2枚組。
- 10月～12月　琉球放送の特撮ヒーロー番組『琉神マブヤー2』のOP「琉神マブヤー2」をディアマンテスとして新たにレコーディング。

#### 2011年
- 1月29日　外航クルーズ客船にっぽん丸でTarboが行方不明となる。

2011年1月27日、沖縄本島北部の本部港にてメンバーらが船内で演奏を行うため客船「にっぽん丸」へ乗船。28日に那覇港に寄港し、その後29日午前9時に石垣港に入港したが、関係者がTarboがいないことに気付く。下船の確認が出来ず、船内にもいなかったため石垣海上保安部に連絡した。調べによると、石垣港に着く約2時間前、石垣島の北5キロを航行中に、妻と電話で会話していたという。石垣海上保安部は妻に電話をした後から石垣港入港するまでの間に、船から落ちた可能性もあるとみて巡視船やヘリコプターなどで捜索をしたが、翌30日、翌々日31日にも見つからず、現在も発見されていない。 ディアマンテス公式ホームページでも、1月30日にメンバーのアルベルト城間、トム仲宗根が連名でTarboの行方を心配するコメントと関係各位、ファンに対するコメントを掲載した。
- 9月20日　Tarboの最後のレコーディングによる13thアルバム「コンティーゴ」発売。

#### 2012年
- 3月17日　アルベルトが描いた「謝恩」が、第64回「沖展」グラフィックアート部門入選。
- 7月14日　沖縄限定シングル「Cebada,Amigo」発売。
- 11月11日　宮沢和史プロデュース「NIPPONIA IN PERU 2012」にディアマンテスが宮沢和史や大城クラウディアらと出演。ペルー・リマの日秘劇場で演奏を行った。
- 11月27日　宮沢和史＋DIAMANTES＋シンカヌチャー名義で沖縄限定シングル「シンカヌチャー」を発売。ギターはTarboの録音。

#### 2013年
- 3月23日　アルベルトが描いた「Shima Rock Cafe」が、第65回「沖展」グラフィックアート部門2年連続入選。
- 4月10日　Facebook公式ページ（DIAMANTES_info【official】）開始。
- 8月8日　14thアルバム「アルテサノ」発売。

## ディスコグラフィ

### シングル
- 「ガンバッテヤンド／沖縄ミ・アモール」（1993年9月23日）
- 「アスタ・マーニャ〜明日への子守歌」（1994年4月27日）
- 「勝利のうた」（1994年6月25日）
- 「魂をコンドルにのせて」（1995年1月25日）

テレビ朝日系夕方ニュース番組「ステーションEYE」エンディングテーマ
この曲が作られたきっかけは、ペルーの左翼テロによって殺害されたJICA農業指導員の遺族と知り合ったことだった。
- 「オキナワ・ラティーナ」（1995年7月26日）
- 「野茂英雄のテーマ HIDE〜O」（1995年9月15日）
- 「片手に三線を」（1995年10月5日）
- 「VIVA!! 夏の色（九州・沖縄限定版）」（1996年7月13日）
- 「VIVA!! 夏の色」（1996年8月26日）

「VIVA!!夏の色（九州・沖縄限定版）」はアルバムに収録されているバージョンを収録。全国版はシングル用のオリジナル・ミックス。また、九州沖縄限定版には「この青い空を君に」が収録された。
- 「Eisa special e.p.」（1997年6月）

沖縄限定版のマキシ・シングル。未収録曲を含めて全6曲。
- 「勝利のうた'98」（1998年5月21日）
- 「風の道」（1998年11月20日）

後に全国発売される「GO! GO AHEAD ! 」に収録されたバージョンと違い、ノン・ストリングス。C/Wは現在も他のCDでは未収録曲となっている「抱きしめたい」。
- 「サザンクロス」（1998年・非売品）

竹富町からの依頼で作られた波照間島サザンクロス交流フェスタのテーマソング。
- 「HAPPY DAY ! 」（1998年・非売品）

10月4日宜野湾市海浜公園野外劇場でのライヴ前売り券に封入されたシングル。この時はスピード感たっぷりなラテンチューンだった「CHIBARIYO」、嘉手苅林昌とのオーヴァーダヴ・セッション、「HAPPY DAY!」など未収録曲ばかりが収録されていた。
- 「GO! GO AHEAD ! 」（1999年7月15日）
- 「百年の島の夢を〜北大東島〜」（2000年・非売品）

「大東諸島開拓100周年記念ソング」として北大東島で配布されたもの。
- 「MU-CHA-CHA-CHA」（2001年6月19日）
- 「地球兄弟」（2007年・ダウンロード限定販売）

「en-Ray & DIAMANTES」名義によるダウンロード限定販売。北京語ver.と日本語ver.がある。
- 「VIDA-ヴィダ-」（2011年7月7日・ダウンロード限定販売）
- 「シンカヌチャー」（2012年1月27日）

「宮沢和史＋DIAMANTES＋シンカヌチャー」名義でのリリース。
- 「Cebada,Amigo」（2012年7月14日・沖縄限定販売）

### アルバム

#### オリジナルアルバム
- 「OKINAWA LATINA（オキナワ・ラティーナ）（沖縄限定版）」（1993年6月21日）
- 「OKINAWA LATINA（オキナワ・ラティーナ）」（1993年9月23日)

沖縄限定盤の3ヶ月後に発売された全国盤は沖縄限定盤をミックスダウンしなおしたもの。そのため両者はエコー残量など音響特性にかなりの相違が見られる。「沖縄ミ・アモール」は、沖縄盤ではまだ歌詞が固まっていなかったのか、全国盤では一部歌詞が改変されて録音されている。また、全国盤にはボーナストラックとして「沖縄ミ・アモール」のスペイン語バージョンが収録された。
- 「ESPERANZA（エスペランサ）」 （1994年6月8日）
- 「CONQUISTA（コンキスタ）」（1995年6月1日）
- 「VIVA!! DIAMANTES（ビバ !! ディアマンテス）」（1996年7月5日）
- 「Raices（ライセス）」（1997年6月18日）
- 「ASCAR（アスーカ！）」（1999年9月17日）
- 「LIBRE（リブレ）」（2001年6月20日）
- 「ADERANTE（アデランテ）」（2002年6月19日）
- 「VIENTOS（ビエントス）」（2003年7月16日）
- 「QUE ウムサンヤ（ケ・ウムサンヤ）」（2004年5月19日）
- 「太陽の祭り」（2006年8月2日）
- 「MUCHO ACHICO-CO-（ムーチョ・アチコーコー）」(2009年9月28日)
- 「CONTIGO（コンティーゴ）」（2011年9月20日）
- 「ARTESANO（アルテサノ）」（2013年8月8日）
- 「kariente（カリエンテ）」（2015年11月4日）
- 「paso a paso（パソ ア パソ）」（2021年9月20日）

#### ベストアルバム
- Best of DIAMANTES（ベスト・オブ・ディアマンテス）（1995年・非売品）

1st・2ndアルバム、シングル「魂をコンドルに載せて」の3枚のCDから10曲で構成されるプレス・リリース用ベスト。
- COLECCION DE SINGLES（シングル・コレクション） （1995年12月6日）

7曲入りのミニアルバム。ただし、シングルと同じ音源ではなく、歌詞を日本語に翻案したもの。
- LO MEJOR DE DIAMANTES1993 - 1997（ベスト・オブ・ディアマンテス） （1997年12月21日）

メンバーによる唯一のオフィシャル・セレクション。マーキュリー時代の全アルバム音源から13曲＋「この青い空を君に」1曲。
- THE NEW BEST OF DIAMANTES （2000年3月29日）

2枚組、全24曲を収録した重厚なベスト盤。マーキュリー時代のアルバム音源からセレクト。
- スーパーバリューDIAMANTES（2001年12月19日）

名前の通り廉価企画盤。全10曲。マーキュリー時代のアルバム音源9曲＋「この青い空を君に」1曲。
- GOLDEN☆BEST DIAMANTES （2004年6月2日）

いわゆる廉価企画盤なのだが、今までアルバムに収録されなかったシングル・ヴァージョンばかりを集めたお得な1枚。マーキュリーのシングル音源から13曲、＋「この青い空を君に」「風の道」。
- 【とくせん】DIAMANTES ベスト10 （2005年11月9日）

廉価企画盤。「GOLDEN☆BEST」を基に選曲し直したもの。
- 「HISTORIA（イストリア）」（2010年9月29日）

2枚組で構成された全曲新録音のベストアルバム。
- 「GOLDEN☆BEST DIAMANTES 1999〜2006」（2011年5月18日）

レコード会社の枠を超えた共通ブランドGOLDEN☆BESTの第2弾。M＆Iよりリリースされたアルバム（「LIBRE」「ADERANTE」「VIENTOS」「QUE ウムサンヤ」「太陽の祭り」）から15曲。

### DVD・ビデオ
- DIAMANTES LIVE IN OKINAWA1997 PART1（1998年6月21日）
- DIAMANTES LIVE IN OKINAWA1997 PART2（1998年6月21日）

1997年10月5日の宜野湾市海浜広場公園野外劇場でのライヴ。VHSのみ。

## タイアップ一覧
| 使用年 | 曲名                                 | タイアップ                                                                                  |
| ------ | ------------------------------------ | ------------------------------------------------------------------------------------------- |
| 1992年 | ガンバッテヤンド                     | オリオンビールCMソング                                                                      |
| 1994年 | 勝利のうた（シングル・ヴァージョン） | ヤマザキナビスコCMソング                                                                    |
| 1994年 | フィエスタ（シングル・ヴァージョン） | オリオンビールCMソング                                                                      |
| 1994年 | フィエスタ（シングル・ヴァージョン） | TOKYO FM『エモーショナル・ビート』テーマソング                                              |
| 1995年 | 魂をコンドルにのせて                 | 住友生命「どくしん時代」CMソング                                                            |
| 1995年 | 魂をコンドルにのせて                 | テレビ朝日系『ステーションEYE』エンディングテーマ                                           |
| 1995年 | オキナワ・ラティーナ                 | テレビ朝日系『OH!エルくらぶ』オープニングテーマ                                             |
| 1995年 | オキナワ・ラティーナ                 | TOKYO FM『エモーショナル・ビート』テーマソング                                              |
| 1995年 | このまま帰らないで                   | 「宮崎シーガイア オーシャンドーム」CMソング                                                 |
| 1995年 | 野茂英雄のテーマ HIDE〜O             | 野茂英雄オフィシャルサポーターソング                                                        |
| 1995年 | 片手に三線を                         | 世界のウチナーンチュ大会テーマ曲                                                            |
| 1996年 | VIVA!!夏の色                         | テレビ東京系『決戦!クイズの帝王』エンディングテーマ                                         |
| 1996年 | VIVA!!夏の色                         | テレビ東京系『音楽牧場』エンディングテーマ                                                  |
| 1996年 | この青い空を君に                     | '96沖縄県民投票CMソング                                                                     |
| 1997年 | GO!GO AHEAD!                         | オリオンビール「'97ドラフト高速サバニ篇」/「ドラフト'99 夏篇」CMソング（1997年 - 1999年）   |
| 1998年 | サザンクロス                         | 「波照間島サザンクロス交流フェスタ」テーマソング                                            |
| 1999年 | 風の道                               | コニカ「コニカカラー センチュリア」CMソング                                                 |
| 2001年 | CIELITO LINDO                        | オリオンビール「ドラフト夏/世界を制した男 フィラー篇」CMソング                              |
| 2003年 | 愛をのせて                           | JTAイメージソング                                                                           |
| 2004年 | コンドルは飛んでいく～花祭り         | オリオンビール「麦職人」CMソング                                                            |
| 2007年 | 逢いたくて                           | オリオンビール「麦職人」CMソング                                                            |
| 2007年 | Airi                                 | シュガートレイン配給映画『琉球カウボーイ、よろしくゴザイマス。「Happy Pizza」』テーマソング |
| 2013年 | TIDA-TIDA                            | 住宅情報センターCMソング                                                                    |
| 2021年 | 南風                                 | 南風堂「雪塩ちんすこう」CMソング                                                            |
| 未詳   | ガンバッテヤンド                     | ワイルドブルーヨコハマCMソング                                                              |